# П
Cette page contient des caractères spéciaux ou non latins. S’ils s’affichent mal (▯, ?, etc.), consultez la page d’aide Unicode.

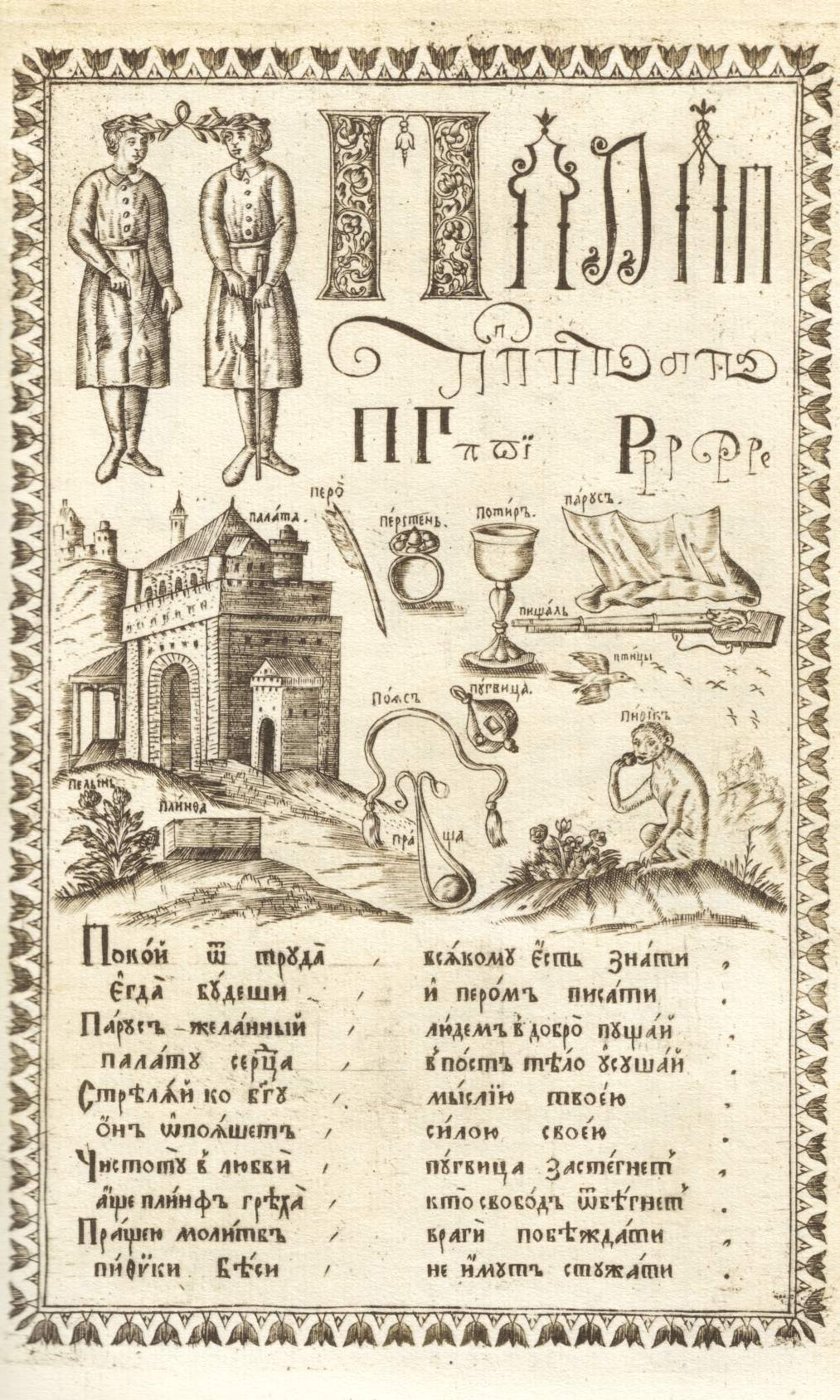
Les formes du pé dans l’Alphabet de Karion Istomin de 1694.

Pe (capitale П, minuscule п) est une lettre de l'alphabet cyrillique.

## Linguistique
П représente le son /p/.

## Représentation informatique
- Unicode[1] :
  - Capitale П : U+041F
  - Minuscule п : U+043F